# Ziri Hammar
Ziri Hammar, né le 29 juillet 1992, à Akbou, est un footballeur algérien évoluant au poste de milieu offensif.

## Biographie
Formé a l'Association sportive Nancy-Lorraine, il dispute son premier match de D1 le 12 février 2011 contre l'AJ Auxerre (3-1).
Lors de la saison 2013-2014, il s'engage au Kayserispor Kulübü en Turquie, avant de revenir en France à l'AC Arles-Avignon la saison suivante. Par la suite, le natif d'Akbou s'engage à la JS Saoura où il réalise une bonne saison, ce qui lui vaut d'intégrer à l'été 2016 le club de Soustara.

## Statistiques
| Saison                | Club                  | Championnat           | Championnat | Championnat | Coupe(s) nationale(s) | Coupe(s) nationale(s) | Compétition(s) continentale(s) | Compétition(s) continentale(s) | Compétition(s) continentale(s) | Total | Total |
| Saison                | Club                  | Division              | M.          | B.          | M.                    | B.                    | Comp.                          | M.                             | B.                             | M.    | B.    |
| 2010-2011             | AS Nancy-Lorraine     | 1                     | 1           | 0           | 0                     | 0                     | -                              | -                              | -                              | 1     | 0     |
| 2011-2012             | AS Nancy-Lorraine     | 1                     | 1           | 0           | 0                     | 0                     | -                              | -                              | -                              | 1     | 0     |
| 2012-2013             | AS Nancy-Lorraine     | 1                     | 8           | 0           | 0                     | 0                     | -                              | -                              | -                              | 8     | 0     |
| 2013-2014             | Kayseri Erciyesspor   | 1                     | 0           | 0           | 1                     | 0                     | -                              | -                              | -                              | 1     | 0     |
| 2014-2015             | AC Arles-Avignon      | 2                     | 9           | 1           | 5                     | 3                     | -                              | -                              | -                              | 14    | 4     |
| 2015-2016             | JS Saoura             | 1                     | 16          | 3           | -                     | -                     | -                              | -                              | -                              | 16    | 3     |
| 2016-2017             | USM Alger             | 1                     | 6           | 0           | 2                     | 0                     | C1                             | 3                              | 1                              | 11    | 1     |
| 2017-2018             | USM Alger             | 1                     | 10          | 2           | 0                     | 0                     | C1                             | 3                              | 0                              | 13    | 2     |
| 2017-2018             | JS Kabylie            | 1                     | 13          | 2           | 3                     | 0                     | -                              | -                              | -                              | 16    | 2     |
| 2018-2019             | MC Oran               | 1                     | 7           | 2           | 0                     | 0                     | -                              | -                              | -                              | 7     | 2     |
| 2018-2019             | JS Saoura             | 1                     | 9           | 2           | 1                     | 0                     | C1                             | 6                              | 1                              | 16    | 3     |
| 2019-2020             | JS Saoura             | 1                     | 8           | 0           | 2                     | 0                     | -                              | -                              | -                              | 10    | 0     |
| 2020-2021             | US Biskra             | 1                     | 16          | 0           | 0                     | 0                     | -                              | -                              | -                              | 16    | 0     |
| Total sur la carrière | Total sur la carrière | Total sur la carrière | 104         | 12          | 14                    | 3                     | -                              | 12                             | 2                              | 130   | 17    |